# 北杜郵便局
北杜郵便局（ほくとゆうびんきょく）は、山梨県北杜市にある郵便局である。

## 概要
住所：〒408-8799　山梨県北杜市長坂町長坂上条字大林2051-1
2007年（平成19年）3月19日に山梨県北杜市長坂町富岡の日野春郵便局から郵便業務を分離移転し、集配業務とゆうゆう窓口を受け持つ「郵便棟」が同市長坂町上条に新設され、日野春郵便局の「郵便棟」が民営化に伴い郵便事業株式会社日野春支店となり、2008年（平成20年）9月1日に北杜支店に改称したが、2012年（平成24年）10月1日の2社統合により北杜郵便局に改称した。

## 沿革
民営化以前の沿革は、日野春郵便局の項目を参照。
- 2007年（平成19年）10月1日 - 民営化に伴い、日野春郵便局の郵便棟を引き継ぎ、郵便事業株式会社日野春支店として開設。
- 2008年（平成20年）9月1日 - 支店名を北杜支店に改称。
- 2012年（平成24年）10月1日 - 郵便事業株式会社と郵便局株式会社の統合に伴い日本郵便株式会社の郵便局となり、名称を北杜郵便局に改称。

## 取扱内容
- 北杜市内全域の集配業務
- ゆうゆう窓口 - 郵便、印紙、ゆうパック、内容証明
※郵便専門局のため、貯金・保険業務は取り扱わない。

## 周辺
- 長坂駅
- 長坂郵便局